# Cumhuriyet, Çarşamba
Cumhuriyet là một xã thuộc huyện Çarşamba, tỉnh Samsun, Thổ Nhĩ Kỳ. Dân số thời điểm năm 2010 là 3.293 người.